# 錫米河
47°12′51.4″N 9°29′12″E / 47.214278°N 9.48667°E

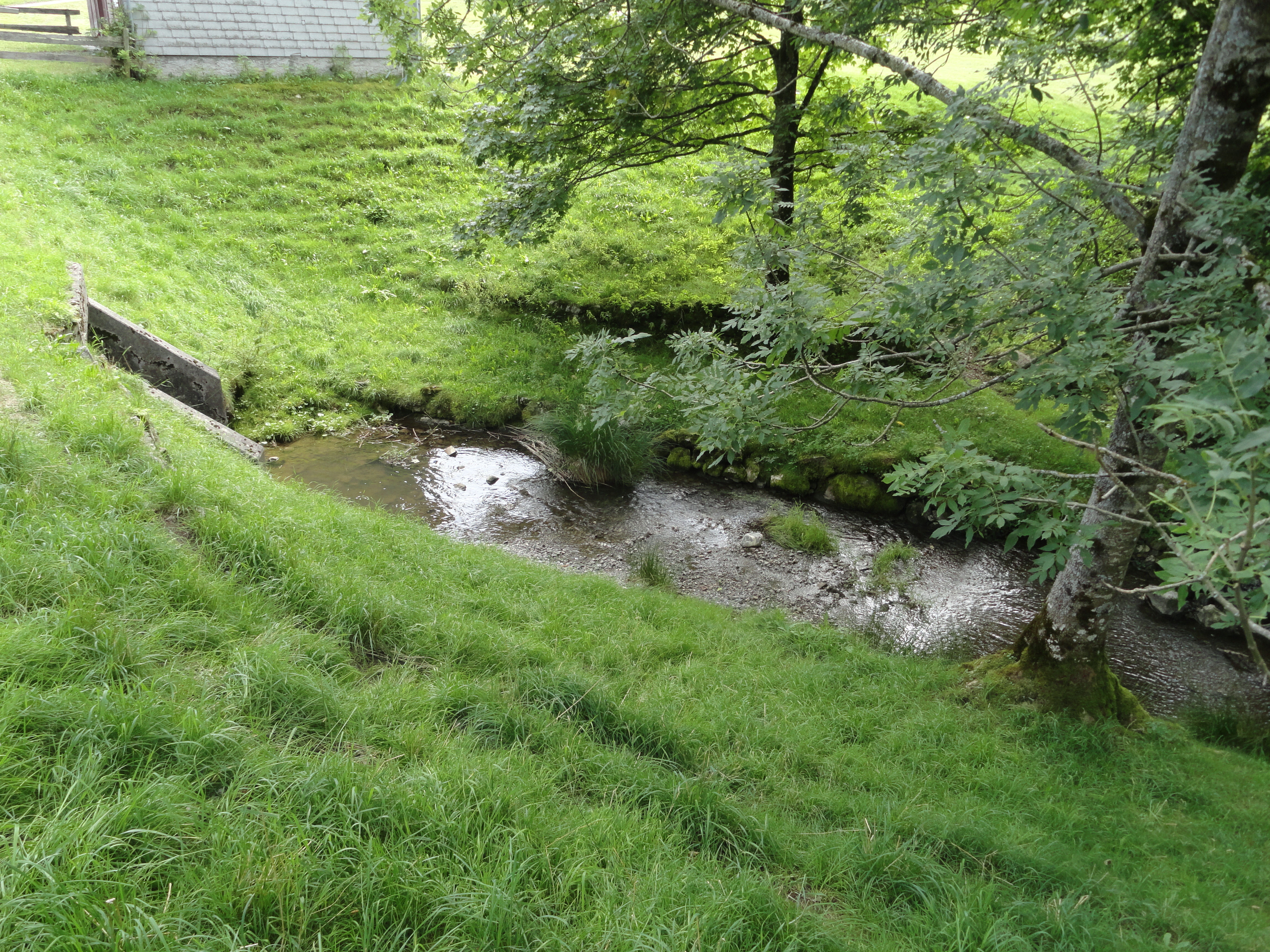

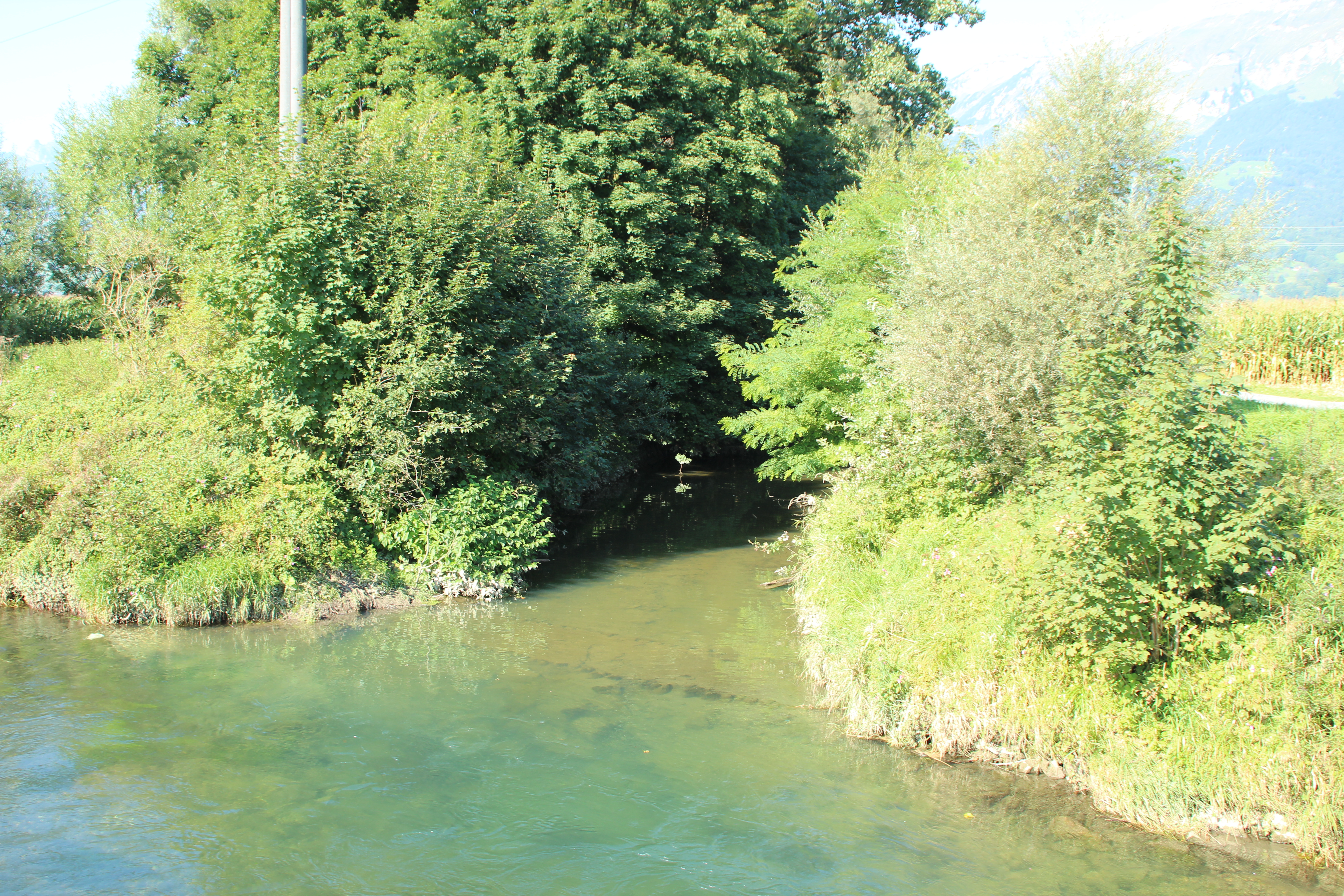

錫米河是瑞士的河流，位於該國東北部，流經聖加侖州，屬於萊茵河的支流，河道全長15公里，發源自威德赫斯，河口處海拔高度436米。